# 山川镇
山川镇，是中华人民共和国四川省内江市隆昌市曾经下辖的一个镇。2019年12月，撤销山川镇，将其所属行政区域划归金鹅街道管辖。

## 行政区划
山川镇撤销前下辖以下地区：
山川社区、新民村、红光村、曙光村、和平村、光华村、蔡家村、东风村、三龙村和界牌村。